# Tellervo roonensis
Tellervo roonensis är en fjärilsart som beskrevs av Hans Fruhstorfer 1911. Tellervo roonensis ingår i släktet Tellervo och familjen praktfjärilar. Inga underarter finns listade i Catalogue of Life.